# خنشلة
خنشلة (باللغات الأمازيغية: ⵅⴻⵏⵛⵍⴰ) مدينة و بلدية جزائرية وعاصمة ولاية ودائرة بنفس الاسم، تقع في منطقة الأوراس، كانت تسمى قديمًا ماسكولا، ويبلغ متوسط ارتفاعها 1122 مترًا. يبلغ عدد سكان المدينة حوالي 108,580 نسمة في آخر تعداد عام 2008 م .

## التسمية
سميت المدينة خنشلة على اسم ابنة الملكة (ديهيا)، تسمى خنشلة أيضًا خنشلة أو هانسالا وفقًا للوثائق. خن أو حن يعني حمامة أو طائر أو دجاجة، وشيلا أو شالا أو سالا تعني السلام. خنشلة تعني رسول السلام.

## الموقع الجغرافي
تقع مدينة خنشلة في الشرق الشمالي الجزائري وبالتحديد في منطقة الأوراس.
تقع المدينة على علو 1200 متر عن سطح البحر، تتميز خنشلة بحماماتها المعدنية حيث أن الرومان المشهورين بحبهم للحمامات انذاك، أقاموا العديد منها بالمنطقة، ومن أشهرها حمام الصالحين الذي يستمد مياهه من نبع درجة حرارته 76°مئوية.
تبعد بحوالي 600 كلم عن العاصمة الجزائر.

## الاقتصاد
اليد العاملة في الولاية ارتفعت إلى نسبة 40% من عدد السكان الكلي. تتوزع كالآتي: 41 % في الزراعة، 10 % في الصناعة، 11 % في قطاع البناء، 38 % في قطاع الخدمات وتنقسم إلى 8 دوائر و21 بلدية.

## تاريخ
قادت الملكة ديهيا حربًا استمرت عقودًا ضد الفتح الإسلامي في القرن السابع، وبنت قلعة في هذه المنطقة. خلال الفترة البربرية كان هناك العديد من الصراعات بين المدن على موارد المياه.
وصل الجيش الفرنسي إلى خنشلة عام 1850 بعد قتال عنيف ومقاومة أشد وأقام إدارة عسكرية. تم تنظيم عمل المدينة. سُمح للمستوطنين الفرنسيين الأوائل اعتبارًا من عام 1878 بالبدء في بناء المزارع. أدى هذا التوسع الزراعي إلى إزالة الغطاء النباتي في وادي بوعقال، مما أدى إلى تعزيز نمو المراعي الطبيعية وتمكين تربية الماشية، وبالتالي تزويد السكان بمنتجات الألبان الطازجة مثل الحليب والزبدة والجبن.
في أكتوبر 1905، تم تدشين خط السكة الحديد عين البيضاء بخنشلة الذي سيوفر خدمة يومية مع الشمال. استمرت الإدارة العسكرية حتى عام 1912.
وفي عام 1982، اكتشفت مقبرة جماعية تحتوي على أكثر من 1200 جثة من حرب الجزائر. وهو أكبر اكتشاف على الإطلاق في الجزائر. وتنسبها السلطات والصحافة الجزائرية إلى الجيش الفرنسي، رغم أن هذا الأمر محل خلاف (حيث يشير البعض إلى أن هؤلاء الضحايا ربما من الحركيين الفرنسيين).
ومنذ ذلك الحين، نما عدد السكان بسرعة كبيرة: 12000 نسمة في عام 1954، و28000 في عام 1962، و70000 في عام 1987، و87196 في عام 2002. وتفسر هذه الزيادة جزئياً بنزوح السكان خلال الحرب في الجزائر، حيث أصبحت المنطقة ملجأ لمقاتلي المقاومة. ومع ذلك، فقد شكل هذا النمو تحديات مستمرة في التخطيط الحضري، لا سيما فيما يتعلق بالبنية التحتية للإسكان والمياه والصرف الصحي والكهرباء.

### ماسكولا في العهد النوميدي
إن ولاية خنشلة من أقدم المدن والولايات خنشلة مدينة عرفت في العصور القديمة باسم «ماسكولا أو ماسكلا» «MASCULA» وهذا ما يفيدنا به دليل رحلة أنطونينوس أوغوسطوس "itinerarium antonini augusti " وكتابات رجال الكنيسة أمثال أوبطاتوس الميلي والأسقف أوغوسطينوس وتأكده نقيشة عثر عليها في النصف الثاني من القرن الماضي يتجلى من خلالها أن ماسكولا كانت في القرن الثاني قبل الميلاد تابعة لمملكة نوميدية بعاصمتها سيرتا أو قسنطينية. كما عرفت المدينة ابتداء من الربع الأخير للقرن السادس باسم ماسكولا تيبريا "Mascula Tiberia" هذا اللقب الذي حصلت عليه ما بين سنة 578 و 582 عندما أُعيد بناء أسوارها خلال الثورة التي تزعمها الموريون بقيادة: نلكهم قاسمول "Gasmul"
ومما تجدر الإشارة إليه أن التاريخ القديم لخنشلة " Mascula" ولا سيما الفترة السابقة للاحتلال الروماني لا يزال مجهولًا، إلا أن بعض الحوارات التي أجريت مع الدكتور يحيى بوعزيز يؤكد أن في تلك الفترة كانت خنشلة من أقوى الولايات النوميدية حيث كانت تضم رجال كبار يوصفون آن ذاك بالنبلاء وهم علية القوم: أمراء جيوش وملاك إقطاعيين وهذا ما تدل عليه بعض النقوش الحجرية المكتشفة أخيرا حتى أنه في وقت من الأوقات كان يخشى منها أن تنفصل لتكون دولة وحدها كما أن أمرائها المعرفون في المنطقة بالريغة righat وهم أصلا منحدرون من قبائل الزناتة فكرو عدة مرات بالخروج على مملكة النوميديين وكانت لهم مناوشات معها إلى أن حكمت بعض الأعيان حالت دون الانقسام لأن ثلث جيش نوميديا كان من قبائل الشاوية المتعددة ولا تزال سيرة الإنتماء إلى الجيش أساسية ومقدسة في أبنائهم إلى اليوم وعلى سبيل الذكر يذكر بعض علماء التاريخ أن مملكة واد ريغ المقامة في ورقلة في العصور السابقة ما هي إلا محاولة لبعض الأمراء الريغة في إنشاء مملكة مستقلة تجمعهم كعرق واحد ولكن للأسف لم تعمر طويلا، والقليل من الأمراء الباقون توجهوا إلى مدينة مزلوق (قرب مدينة سطيف حاليا وأسسو مدينة كبيرة ولكن تحت السلطة النوميدية دائما ولم يشقّو عصى الطاعة ثم اتجهو جنوبا إلى قصر الأبطال من نفس الولاية ولم يذكر التاريخ عن هذه العائلات إلا القليل في بعض الكتب التركية والفرنسية وذكر منها بعض الألقاب مثل لقب: رزايمية والذي في الأصل هو ريزاميه rizamihe ولقب: درمان وهو في الأصل دورغومان dorgouman ، ومنها أيضا عائلة الأمراء المنقرضة والتي كانت تفر بجلدها من بلد لبلد والتي كان منها أمراء الجيوش وأقسم الشاوية بأن ينصبو قائدها عليهم ملكا ان أسسوا مملكة، قائد هذه العائلة هو المسمى فريدهان ألقاتهن al-leggathhen -أنظر ل لقاط ملك البربر وتلقب هذه العئلة حاليا ب: لقاط وهم ينتشرون بين سطيف وبرج بوعريريج أين انتهى فرار الأجداد بهم،-كما أن فرنسا في سنواة تدميرها للجزائر كان للجنرال سالان وهو أحد الانقلابيين منجم يكون برفقته دوما كما هي حال السياسيين، حذره هذا الأخير بأن مجد نوميديا سيعود على يد ابن لفريدهان يسمى باسم كاسمه ولقب كلقبه يضم كل شمال أفريفيا بالقوة وملكه إلى أربعين عام يخضع فيها البحر الأبيض بأكمله يضهر حين يكثر الدم في الهضاب العليا، صفته كجده عصبي يتعصب لرأيه يميل للمواجهة مع الخصوم وفي لقادته وفاء منقطع له النضير يدعمه جنرال مثلك يتهم بقتل الناس وحكم البلاد من وراء الستار يتقابلان بقدر معلوم لأن بدايت تمرسهما في السياسة كانت من الشرق من مملكة السنوسيين سيكون له بمثابة الأب ويمكنه ويعينه على الحكم، يرعاه كولد له ويترك البلاد بين يديه قبل أن يموة. كان سالان حينما يسمع هذا القول يقول ليتني كنت أنا هو - اقرأو المذكرات للإبنت سالان. ومع هذه الأطروحة أو الفرضية التي تتكلم عن عودة الأمير القيصر البربري التي نتمنى أن تكون صحيحة ونتمسك بها كأمل إلا أننا في حقيقة الواقع سرعان ما نصطدم بفراغ كبير في المادة التاريخية حول الفترة الفاصلة بين العصور القديمة وبداية الاحتلال الروماني، هذا الفراغ الذي يعود إلى عدم اهتمام الكتاب القدامى والباحثين بهذه المرحلة التاريخية الهامة من تاريخنا الوطني المعروفة بعهد الممالك المستقلة حين كانت السيادة النوميدية والورية قد فرضت تواجدها على الساحة الدولية، بحيث أن الكتاب القدامى الذين كتبوا عن بلاد المغرب القديم مثل الباحثين.
اهتموا بالدرجة الأولى بالتاريخ للأحداث التي لها علاقة بالتاريخ الروماني. هذا وارتكب الباحثون الذين قاموا بالتقنيات في القرن الماضي سواء عمدا (ربما خوفا من أن تشيع الأسطورة فتحيا فينا النخوة النوميدية) أو بدون قصد، وكلاهما جريمة في حق التاريخ المحلي، وذلك بإهمالهم لكل ما هو غير روماني، مما جعل البقايا الأثرية الدالة على وجود حضارة محلية بالكثير من المواقع الأثرية عرضة للنهب والضياع. وتسبب في وجود هذه الحلقة المفرغة التي تعاني منها، وكان خنشلة مثلها مثل الكثير من المدن الجزائرية انتقلت مباشرة من العصور الحجرية إلى العهد الروماني، وهذا يتنافى تماما مع المنطق التاريخي القائم على التواصل الحضاري للشعوب.

### العهد الروماني

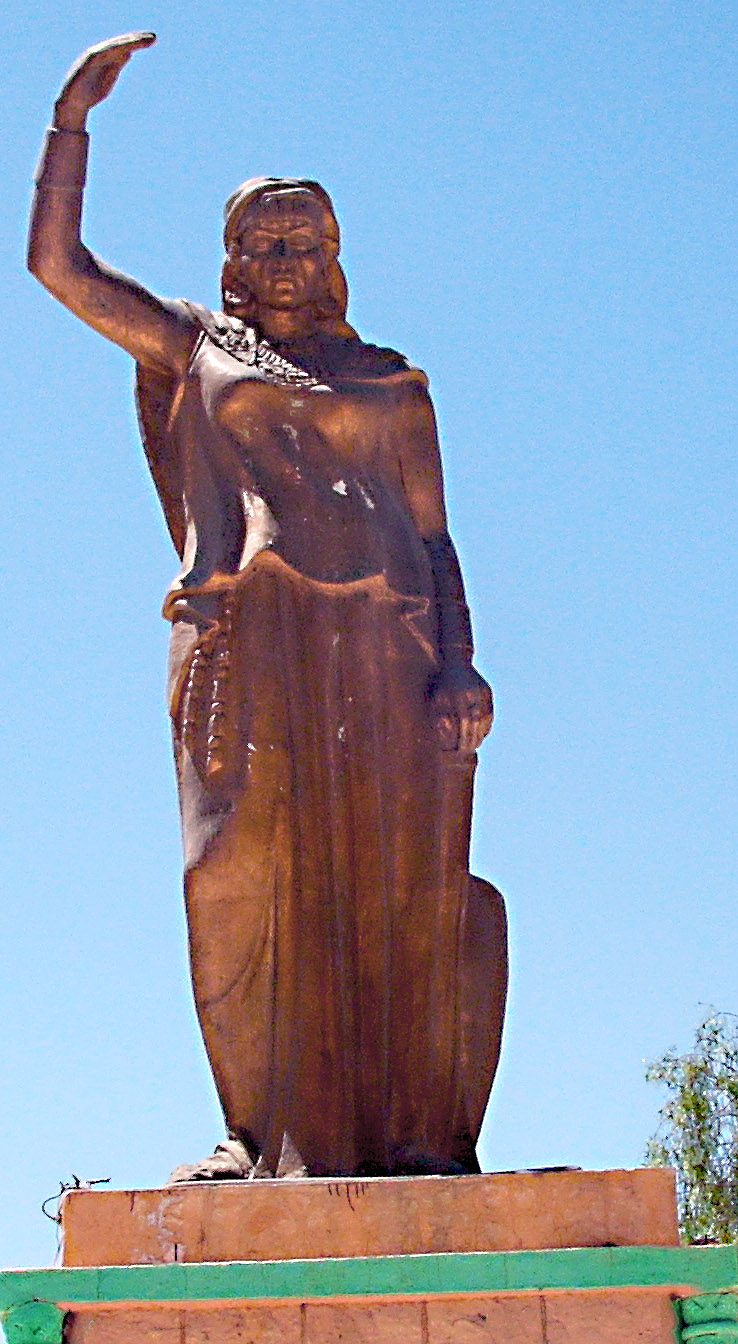
تمثال الملكة ديهيا بـولاية خنشلة

يجد المؤرخ المتخصص في تاريخ بلاد المغرب القديم نفسه مجبرا أمام غياب المعطيات المادية والأدبية المتعلقة بتاريخ خنشلة في العهد النوميدي على عدم التطرق لهذه المرحلة التاريخية. أما المعطيات المتوفرة في الوقت الحاضر فهي تساعد نوعا ما على تسليط الضوء على التطورات التي عرفتها المدينة ابتداء من القرن الأول الميلادي بعد تحول نوميديا إلى موالية لروما. ولعل سؤالا يتبادر الذهن في هذا السياق يكون حول تاريخ وكيفية احتلال ماسكولا أدرجت هذه الأخيرة ضمن برنامج الرومنة الإدارية للمدن يمنحها رتبة بلدية "Municipal" أم أن سلطات الاحتلال أقامت فيها البداية مركزا عسكريا لم يلبث أن تطور وتحول إلى مدينة مثلما حدث على سبيل المثال بسور الغزلان "Auzia " وعين تموشنت "Albulae" وغيرها. وما هي العوامل التي عجلت احتلالها؟
حين نبحث عن العوامل التي عجلت باحتلال ماسكولا نجد أنها تكمن بالدرجة الأولى في الأهمية الإستراتيجية لموقعها الجيوسياسي. فهي بحكم موقعها الجغرافي تسيطر على ممر عرضه حوالي ثلاثون كيلومتر يفصل جبال الأوراس عن النمامشة، يبعد بين الممرات الرئيسية المؤدية للصحراء باعتباره الطريق المباشر الذي يربط منطقة وادي سوف بقسنطينة عبر الفيد ووادي العرب، وبالتالي هو بمثابة رابطة وحلقة وصل بين الشمال والجنوب. كما أنه طريق تنقلات الرحل القادمين من الجنوب نحو السهول العليا الزراعية، هذه التنقلات التي قد تسبب أحيانا في النزاعات التي تظهر بين الرحل والمزارعين مثلما تسهل تحالفهم للتصدي للتوغل الروماني نحو أراضيهم ومراعيهم وهنا تكمن خطورته هذه الخطورة التي جعلت الرومان يسرعون إلى احتلاله حتى يتسنى لهم مراقبة تحركات الرحل وتجنب أي تحالف قد يظهر بينهم وبين المزارعين وفي نفس الوقت يساعدهم على التدخل للقضاء على الاضطرابات التي تحدثها هذه القبائل وتمنع انتشارها بالمناطق المجاورة لها التي كانت قد خضعت منذ وقت مبكر للهيمنة الرومانية ولا ننسى الإغراء المادي المتمثل في الأراضي الخصبة بنوعيها الزراعية والمراعي التي تهافت عليها الرومان والتي اكتسحها الضياع الكبرى والمزارع التي استحوذ عليها الرومان والتي تدلنا عليها المخلفات المادية والنقاش التي وجدت فيها.
أما فيما يتعلق بتاريخ احتلالها فإن قلة النقاش التي وجدت بخنشلة مقارنة بلامبيز وتيمقاد وعدم دقتها لا تساعد على تحديد تاريخ دقيق لاحتلالها ولا على إزالة الغموض الذي يكتنف الفترة السابقة لظهور البلدية ففي هذا الصدد يفترض ماسكولاي "Masqueray " أن ماسكولا كانت في البداية مثل جارتها عين الزوي " Vazaiui " مركزا عسكريا لفيلق اللوزيتانيين السابع.
وهذا الرأي توصل إليه استنادا إلى نقيشة إلى إنجاز هذا الفيلق لبعض الأشغال بماسكولا لا يجهل نوعها، غير أنه يصعب معرفة حقيقة هذا التواجد أن كان دائما أو مؤقتا، بل يجهل إن كان هذا الفيلق قد عسكر فعلا بهذا الموقع، فلعله كان معسكرا بإحدى المراكز
المجاورة له خلال فترات يجهل تاريخها، كما أن عدم تضمن النقيشة أية إشارة تساعد على تأريخها لا تسمح بالتأكد إن كانت تلك الأشغال قد أنجزت في تلك الفترة أم بعد ذلك إما في القرن الثاني أو الثالث.
ودائما في هذا السياق، يعتقد كانيا " R.Cagnat " بوجود مركز عسكري بماسكولا، يرجعه استنادا إلى النقيشة المسجلة في المجلد الثامن من سجل النقوش اللاتينية تحت رقم 17725 إلى الفترة السابقة لتربع فيسبا سيانوس على عرش الإمبراطورية، كما تستند عليها راشت " M.Rachet " حين تنسب تأسيس ماسكولا لسنة 76 فلاندري على أي أساس تم الاستناد على هذه النقيشة لتحديد تاريخ تأسيس المدينة طالما لم يعثر عليها في خنشلة، بل وجدت «بحمام الصالحين»، أما بخصوص النصب الجنائزي لفلافيوس بيتوس " Flavius Bitus " أحد فرسان فلق التراقين الثاني، فهو ينتمي فعلا لعهد الأباطرة الفلافيين، لكنه حسب النقيشة لم يستقر بماسكولا إلا بعد تسريحة من الخدمة العسكرية، وهذا ما جعل لوبواك "Y.Le Bohecc" لا يعتبره دليلا مقنعا على خضوع هذه الأخيرة للاحتلال الروماني في تلك الفترة.
إن افتقادنا للمعطيات التي تؤكد أو تنفي وجود مركز عسكري بهذا الموقع قبل ظهور المدينة، يجعلنا نطرح احتمالين، أولهما يؤيد فكرة وجوده، أما الثاني وهو الاحتمال الأرجح أن الرومان أسسوا فعلا مركزا عسكريا بالمنطقة سنة 76 لكن لم يكن بماسكولا وإنما بحمام الصالحين التي تبعد عنها بحوالي: 03 كلم، والتي أدرجت فيما بعد ضمن إطارها الجغرافي، هذا المركز الذي ربما أدى فيه فلافيوس بيتوس الخدمة العسكرية ولعل ما يدعم هذا الرأي هو وجود نقيشة لقائد فيلق التراقيين الثاني بهذا المركز، ولما نفذت مدة خدمة فلافيوس بيتوس في صفوف الجيش، انتقل هو وغيره من الجند إلى ماسكولا
التي ربما كانت آنذاك قرية صغيرة للعيش فيها، ثم توافدت عليها عناصر بشرية من الضواحي، وما إن حلٌ القرن الثاني حتى كانت القرية قد تطورت وحلّت محلها المدينة.